# Ein Fall für zwei: Auf eigene Gefahr
Auf eigene Gefahr ist der Titel der 22. Episode der Krimiserie Ein Fall für zwei mit Günter Strack und Claus Theo Gärtner in den Hauptrollen.
Dr. Renz wird in dieser Folge als Rechtsbeistand für Josef Matula tätig, als diesem eine Straftat angehängt werden soll. Er verhält sich infolgedessen zeitweilig wie ein Privatdetektiv, um entlastende Beweise zu ermitteln.

## Handlung
Josef Matula besucht seine frühere Freundin Gerti Breuer. Diese ist inzwischen Teil einer vierköpfigen Familie und vermutet, dass ihr Ehemann Lothar sie betrüge. Als Indiz dafür legt sie Matula die Rechnung bezüglich eines Hotelzimmers in Frankfurt für eine Nacht vor, während der sich Lothar Breuer angeblich geschäftlich in Hannover aufgehalten habe. Als er wenige Tage später zu einer weiteren Dienstreise nach Düsseldorf aufzubrechen behauptet, soll Matula ihn beschatten. Dieser verfolgt ihn bis in ein Hotel nach Wiesbaden, stellt jedoch keine Hinweise fest, die auf Ehebruch hindeuten. Wenig später erfährt er aus dem Radio, dass Wertgegenstände aus einem Zimmer dieses Hotels geraubt worden seien. Er verdächtigt Lothar Breuer diesbezüglich.
Auf Anraten von Dr. Renz hin konfrontiert Matula Gerti Breuer mit seinen Vermutungen und fordert sie dazu auf, ihren Mann davon zu überzeugen, sich selbst bei der Polizei anzuzeigen. Wenig später sucht die Kriminalpolizei allerdings Matula auf und findet in seinem Auto Teile des Schmucks vor, der aus dem Hotel in Wiesbaden entwendet worden war. Matula wird festgenommen und engagiert Dr. Renz als Rechtsbeistand. Die Rezeptionistin Antje Otten berichtet gegenüber der Kriminalpolizei, dass Matula lediglich kurz in der Lobby des Hotels gewesen sei, ohne jedoch einen Zimmerschlüssel zu verlangen. Der Nachtportier behauptet fälschlicherweise, dass er Matula am späten Abend einen Schüssel für das Zimmer, in dem der Raub stattfand, ausgehändigt habe. Matula gibt gegenüber der Polizei auf Anraten von Dr. Renz hin seinen von Gerti Breuer erhaltenen Auftrag und somit den Grund für seine Anwesenheit in der Hotellobby preis.
Gegenüber der Polizei berichtet Gerti Breuer in Anwesenheit von ihrem Ehemann und Dr. Renz über ihr Verhältnis zu Matula. Den Beschattungsauftrag leugnet sie. In einer Gegenüberstellung streitet Antje Otten ab, Lothar Breuer im Hotel gesehen zu haben. Der Juwelier Harald Degenhardt erkennt hingegen angeblich Josef Matula als denjenigen wieder, der ihm den gestohlenen Schmuck zum Kauf angeboten habe.
Dr. Renz findet heraus, dass Antje Otten mit Lothar Breuer zusammenarbeitet und setzt sie mit diesem Wissen unter Druck. Zudem spürt er die Wohnung auf, in der sie sich mit diesem zu treffen pflegt. Vom Hausmeister erhält er den entsprechenden Schüssel und trifft Breuer mit seiner Komplizin Otten gemeinsam im Bett an.

## Hintergrund
Die Episode wurde überwiegend im Rhein-Main-Gebiet gedreht. Die Kulisse der Kanzlei von Dr. Renz befand sich im Hotel InterContinental Frankfurt. Während des Abspanns ist die Bundesautobahn 648 stadteinwärts in Höhe der Anschlussstelle Frankfurt-Rebstock zu sehen.
Das Hochhaus, in dem Dr. Renz Frau Otten und Herrn Breuer in flagranti erwischt, steht im Friedrich-Engels-Weg in Wiesbaden.
Da die weiße Alfa Romeo Giulia Nuova Super 1600 in der vorherigen Folge durch einen Überschlag zerstört worden war, ist die Figur Josef Matula in dieser Episode mit einer silbernen Alfa Romeo Giulietta ausgestattet.